# Публій Юній Брут
Публій Юній Брут (лат. Publius Junius Brutus, бл. 224 до н. е. —після 188 до н. е.) — політичний діяч часів Римської республіки.

## Життєпис
Походив з роду нобілів Юніїв. Син Марка Юнія Брута. Про молоді роки немає відомостей. У 195 році до н. е. обирається народним трибуном. На цій посаді чинив опір скасуванню Оппієвого закону, що обмежував витрати жінок на розкіш, але змушений був зняти заборону за наполяганням римських матрон. Запропонував закон стосовно лихварства, якому протидіяв Марк Порцій Катон.
У 192 році до н. е. стає курульним едилом, разом з колегою оштрафував лихварів, на отримані кошти прикрасив Капітолій позолоченою Квадригою, виставив в храмі Юпітера позолочені щити і звів портик за потрійними брамами. У 190 році до н. е. стає претором. Тоді ж отримав як провінцію Етрурію, де набрав новий легіон і допоміжне військо. 189 році його повноваження були продовжені. З 188 року як пропретор став керувати провінцією Дальня Іспанія, змінивши на посаді померлого Бебія. Про подальшу долю нічого невідомо.